# Michela Miti
Michela Miti (Roma, Itália, 12 de Junho de 1963), é uma atriz e escritora italiana.

## Filmografia parcial
- Cornetti alla crema, de Sergio Martino (1981)
- Pierino contro tutti, de Marino Girolami (1981)
- I figli... so' pezzi 'e core, de Alfonso Brescia (1982)
- Pierino colpisce ancora, de Marino Girolami (1982)
- Vieni avanti cretino, de Luciano Salce (1982)
- W la foca, de Nando Cicero (1982)
- Biancaneve & Co., de Mario Bianchi (1982)
- Questo e quello, de Sergio Corbucci (1983)
- La dolce pelle di Angela, de Andrea Bianchi (1986)
- Mortacci, de Sergio Citti (1988)
- La tempesta, de Giovanna Lenzi (1988)
- Gialloparma, de Alberto Bevilacqua (1999)